# Maria Agustina Sarmiento

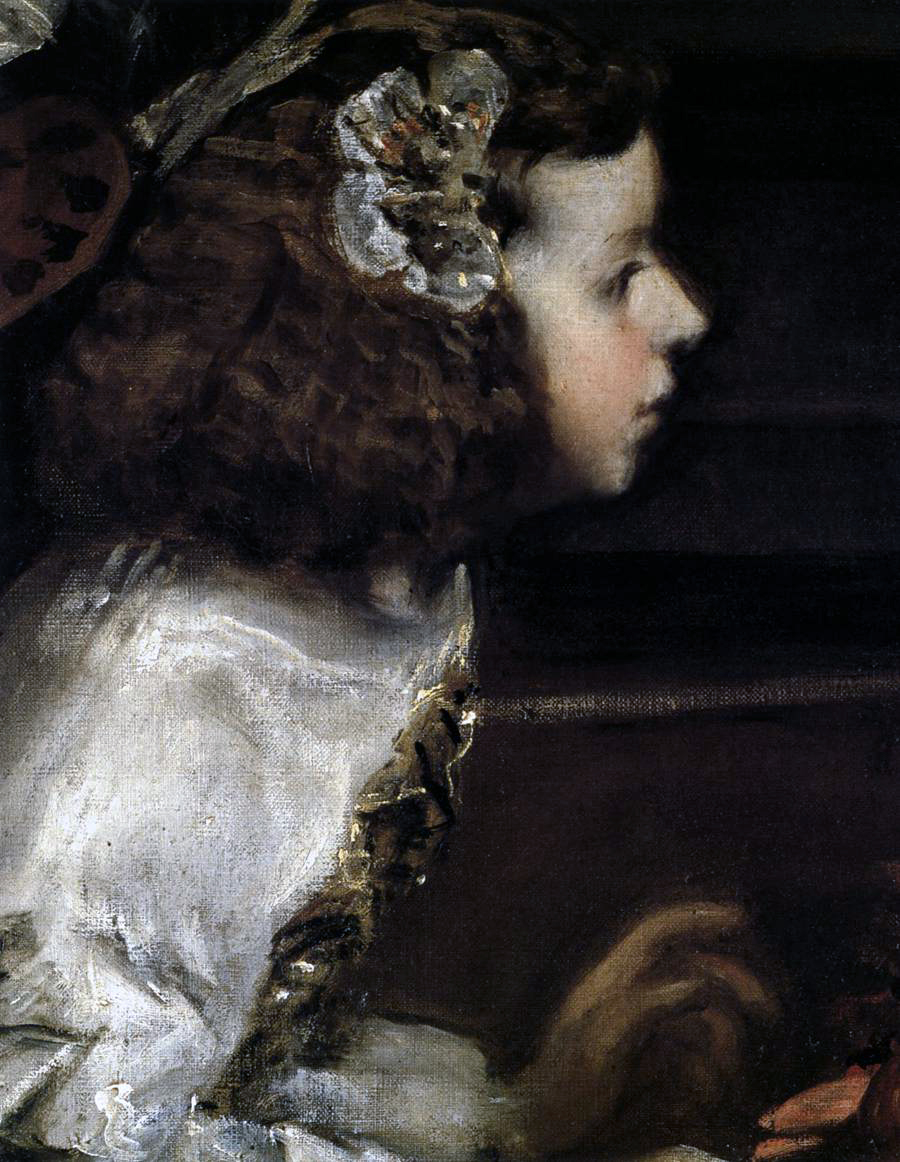
Detalhe de Sotomayor na obra As Meninas do pintor Diego Velázquez.

Maria Agustina Sarmiento de Sotomayor (Puenteareas, 9 de fevereiro de 1637 - Madrid, 10 de dezembro de 1709) foi dama de honra da Infanta Margarida, filha do rei Filipe IV da Espanha, e uma personagem retratada na célebre pintura As Meninas (1656), de Diego Velázquez.

## Biografia
Nascida no Pazo de los Sarmientos, hoje Convento Franciscano de San Diego de Canedo, em Puenteareas, era filha de Diego Sarmiento de Sotomayor y Luna, 2.º Marquês de Sobroso e 3.º Conde de Salvatierra, e de sua esposa Juana de Isasi Bonifaz, 2ª Condessa de Pie de Concha.
Na pintura As Meninas (1656) de Velázquez, Dona Maria Agustina é retratada oferecendo água a Infanta Margarida.
Ela casou-se em 24 de fevereiro de 1659, em Madrid, com Juan Domingo Ramírez de Arellano, 9.º Conde de Aguilar de Inestrillas, falecido em 1668, de quem foi a segunda esposa. Casou-se pela segunda vez, em 1670, com Diego Felipe Zapata Suárez de Mendoza, 4.º Conde de Barajas, falecido em 1684. Dona Maria Agustina morreu em 10 de dezembro de 1709 e foi sepultada no Convento de San Francisco, atual Paróquia de San Justo y Pastor, em Madrid.
Uma vez a serviço real da Casa de Habsburgo, Dona Maria Agustina assistiu a derrocada da dinastia e sua substituição pela Casa de Bourbon, de origem francesa, na sequência da Guerra da Sucessão Espanhola. Ela morreu durante o reinado de Filipe V da Espanha.